# Szent arkangyalok templom (Lyauc)
A lyauci Szent arkangyalok templom műemlékké nyilvánított épület Romániában, Hunyad megyében. A romániai műemlékek jegyzékében a  HD-II-m-B-03358 sorszámon szerepel.